# Saul Moyal
Saul Moyal (datas desconhecidas) foi um esgrimista egípcio que participou dos Jogos Olímpicos de Verão de 1928 e de 1936, sob a bandeira do Egito.